# Ранефер
Ранефер (XXV ст. до н. е.) — давньоєгипетський діяч, верховний жрець Птаха у Мемфісі за часів перших фараонів V династії.

## Життєпис
Про походження Ранефера замало відомостей. Розпочав просуватися кар'єрними щаблями за останніх фараонів IV династії. Обіймав посади жерців Птаха і Сокара. Потім призначається головою жрецької колегії з організації похорон фараона та членів його родини.
За правління фараона Усеркафа стає верховним жерцем Птаха. Поєднував цю посаду разом з Птахшепсесом I. Вважається, що помер наприкінці правління Усеркафа або на початку володарювання.
Поховано в мастабі в Саккарі.